# Ajita Wilson
Ajita Wilson, née à New York, le 12 janvier 1950, et morte le 26 mai 1987 à Rome, est une actrice américaine trans du X.
Elle tourna surtout en Europe pour Jess Franco (Macumba sexual, Sadomania) ainsi que pour Sergio Garrone et Cesare Canevari. 
Elle meurt en 1987 d'une hémorragie cérébrale après un accident de voiture.

## Filmographie partielle
- 1975 : L'Amour chez les poids-lourds
- 1976 : La principessa nuda
- 1977 : Black Aphrodite
- 1980 : Sadomania
- 1980 : La Guerre des gangs (Luca il contrabbandiere) de Lucio Fulci
- 1983 : Macumba sexual
- 1984 : Perverse oltre le sbarre
- 1984 : Sévices à la prison de femmes
- 1986 : Diakopes stin Ydra
- 1986 : Bocca bianca, bocca nera
- 1988 : La bottega del piacere